# Beidaud
Beidaud – wieś w Rumunii, w okręgu Tulcza, w gminie Beidaud. W 2011 roku liczyła 530 mieszkańców.